# Allium castellanense
Allium castellanense là một loài thực vật có hoa trong họ Amaryllidaceae. Loài này được (Garbari, Miceli & Raimondo) Brullo & al. mô tả khoa học đầu tiên năm 2001.